# Шах (группа)
«ШАХ» («SHAH») — советская и российская группа, пионеры советского трэш-метала. Известна кроме всего прочего тем, что партии бас-гитары в ней несколько лет исполнял Анатолий Крупнов, основатель «Чёрного обелиска».

## История группы
Группа «ШАХ» («SHAH») была образована в Москве в 1985 году. Первоначальный состав коллектива — Антон «Антонио» Гарсия (гитара), Андрей Сазонов (барабаны), Михаил «Мигель» Жемчужный (бас, вокал). Музыканты сразу взяли курс на исполнение англоязычных композиций в стиле thrash metal, что было внове для советской сцены.
Раннее (1985—1987) творчество «Шаха» пребывало под сильным влиянием групп «Venom» и «Slayer». К которому затем добавились отголоски «Anthrax» и «Metallica», а чуть позже — «Megadeth». Тем не менее у группы было своё оригинальное лицо и звучание, — во многом благодаря испано-цыганским корням Антонио Гарсия и Михаила Жемчужного (выступавшего в тот период под псевдонимом Мигель Гарсия). Некоторые критики даже умудрялись проводить параллели творчества «Шаха» с цыганской таборной импровизационной музыкой.
Одной из первых в 1986 году вступив в Московскую рок-лабораторию, группа стала активно давать концерты в Москве и гастролировать по стране, быстро зарабатывая себе популярность в андерграундных «металлических» кругах. В этот период директором группы работал некто Дмитрий Андронов.
Самая ранняя доступная сейчас запись — концерт «Шаха» начала 1987 года — «Выступление на фестивале Московской рок-лаборатории»: Countdown Hell, Bass Solo, Danger, Ashes To Ashes, Metal Fight, Masdon Must Die.
9 декабря 1987 года «Шах» выступил на Малой спортивной арене в Лужниках, на третьем дне фестиваля «Рок-панорама 1987» — День Московской рок-лаборатории.
В 1988 году вышел их первый, записанный весной 1988 года на восьмиканальный магнитофон, демо-альбом «Escape From Mind». В студиях звукозаписи этот альбом распространялся под русскоязычным названием «Сумасшествие», вследствие чего сейчас встречается в Интернете под ошибочным названием «Madness». Песня «Mad Future» была перезаписана в 1991 году и выпущена на сборнике «Terror Collection». Демо-альбом был позднее неофициально издан на CD, но в буклете указано, что это перезапись 1993 года.
Летом 1988 года Михаил Жемчужный принял решение оставить «Шах» и сосредоточиться на карьере исполнителя цыганских романсов. Ему на замену на недолгое время был взят басист Василий Молчанов, затем Андрей «Зи-Зи топ» Гирнык («Черный кофе», «Тяжелый День»). Но уже в июле 1988 года, в группу «Шах» пришёл Анатолий Крупнов, распустивший для этого на два года свой собственный коллектив «Черный обелиск».
3 августа 1988 года «Шах» с Анатолием Крупновым сыграл свой первый концерт на Малой Спортивной Арене «Лужников». По некоторым причинам группа вынуждена была выступать под фонограмму. На этот концерт «Шах» пригласили фотографа Михаила Грушина, который в 2009 году обнародовал фотографии с него, а также с репетиции 5 августа и ряд постановочных фото «Шаха» сделанных 4 августа.
С участием Крупнова и при продюсировании Валерия Гаины в Германии на студии «Red Line» в период с 12 по 29 ноября 1988 года был записан студийный альбом «Beware», выпущенный в 1989 на «Atom H», и лишь в 1992 переизданный в России фирмой SNC. На этом альбоме Антонио Гарсия впервые выступил в роли вокалиста. Интересно также то, что старую песню «Шаха» под названием Metal Fight, являвшуюся своеобразным гимном группы, на концертах пел Анатолий Крупнов.
Пластинка «Beware» получила высокие отметки в западных музыкальных изданиях (журнал Metal Hammer поставил ей 5,3 балов). Альбом хорошо продавался, однако во время первого промотура (в котором «Шах» работал с «Круизом») возникли проблемы с немецкой стороной и проект был приостановлен. «Шах» вернулся в Москву и перешёл на работу в Центр Стаса Намина. В этот период снимается первый видеоклип на песню Save The Human Race. Начинаются эксперименты с музыкальными стилями. В 1990 году «Шах» записывает четыре новые композиции в стиле трэш-арт-рок. После чего Антонио Гарсия приступает к записи своего сольного альбома в арт-роковом стиле, в работе над которым ему помогали музыканты из «Бригады С», «Нюанса», «Морального Кодекса». Альбом был записан, но так и не издан.
Не выдержав застоя в концертной деятельности, летом 1990 года Анатолий Крупнов покидает «Шах» в связи с намерением возродить «Черный обелиск». На замену себе он приводит басиста из коллектива Епифановой Ирины Алексея Овчинникова, с которым предварительно лично разучивает всю программу «Шаха».
Антонио Гарсия ненадолго реанимирует изначальный состав «Шаха» и совместно с Мигелем Жемчужным в июне 1991 на SNC Records записывает ретроспективный альбом «Terror Collection», состоявший преимущественно из старых композиций 1985—1987 годов (вокал — Жемчужный), плюс, три новые 1991 года (вокал — Гарсия).
Дополнившись вторым гитаристом в лице Дмитрия Саара (экс — «Д.И.В.», «Мафия»), «Шах» возобновил активную концертную деятельность, приняв, кроме всего прочего, участие в фестивале «Железный Марш» 1991 года с группами Napalm Death, Samael и др., а в мае 1992 участвуя в туре «Монстры рока по руинам Империи зла» с группой «Sepultura».

Летом 1992 «Шах» записывает песню Eliminate специально для сборника «Железный Марш — 1». А в августе-сентябре 1992 по приглашению байкеров «Hells Angel» группа совершает гастрольную поездку по Германии.
В 1992 году, параллельно концертной деятельности, идет работа над новой студийной пластинкой «Шаха», программа которой активно обкатывается на концертах. Вышедший в 1993 году на Moroz Records альбом «P.S.I.H.O.» (Paranoiac Sight In Horror Object), содержал элементы трэш-метал, прогрессива и альтернативной музыки. На фестивале «Железный марш — 5» снят видеоклип на песню Trespass.
Летом 1993 года группа за двенадцать дней перезаписывает магнитоальбом «Escape From Mind» в обновлённом составе (место басиста к этому времени занял Александр «Мотор» Мамыличев). К сожалению, мастер-лента этой записи была украдена, и лейбл Moroz Records по ошибке издал на аудио-кассетах «сырую» запись с перепутанными треками. На виниле альбом так и не был издан.
В 1995 году была готова программа для нового альбома из 9 песен (которую группа записала на базе в качестве демо), но из-за невозможности заключить контракт на выпуск диска (связанной с общей невостребованностью в тот период в стране «тяжёлой» музыки) в 1996 году группа «Шах» прекратила своё существование.
Последний концерт группа сыграла летом 1995 года в Зелёном театре Парка Горького на своё десятилетие.
Осенью 2010 года Антоном Гарсия, Михаилом Жемчужным и Андреем Сазоновым впервые, спустя много лет, была организована пробная десятидневная репетиция оригинального состава «Шах».

## Дальнейшая деятельность музыкантов
После распада «Шаха» Антонио Гарсия создал англоязычный индастриал-проект «Descent», выпустил с ним альбом «Inclination». А спустя время стал участником группы «Ground Beat» с вокалисткой Валентиной Атахановой (альбом «Черная вода»). Помимо этого Антон Гарсия сделал аранжировки и сыграл на всех инструментах в альбоме Паука «Антихрист?». И также, с участием Антона Гарсия — гитары, семплы и сведение — был записан альбом «Коррозии металла» «Глаза вампира», вышедший в октябре 2002 года. Позже Антон Гарсия являлся совладельцем рекорд-компании «Окуляр-рекордс», ориентирующейся на выпуск альтернативной музыки. Затем писал саундтреки для российского кино (например, он выступил в роли композитора фильма «Вий» 2014 года). А ныне проживает на своей исторической родине, в Испании, где продюсирует различные «тяжелые» команды.
Михаил Жемчужный некоторое время отработал в цыганском трио, затем попробовал параллельно собрать рок-группу, но успеха эта затея не имела. В 1992 году Михаил с женой Ольгой выпустили пластинку своего дуэта «Суббота», с репертуаром цыганских романсов. С 2007 года — основатель агентства «Высокие развлечения», занимающегося организацией корпоративных праздников, свадеб, юбилеев и детских мероприятий.
Андрей Сазонов после «Шаха» играл в группе «Мурзилки мотор куклес», затем, будучи давним байкером (Андрей один из первых «Ночных волков»), переключился на бизнес мототехники. Занимается также организацией рейдов выходного дня на джипах и организацией мотозачетов в ралли-рейдах. Является чемпионом 2010 года по ралли-рейдам в мотозачете.
Алексей Овчинников недолгое время играл в группе «Inside», после чего прекратил музыкальную деятельность. Ныне работает стилистом-парикмахером.
20 февраля 2022 года на сайте planeta.ru Антоном Гарсией был запущен проект с целью выпуска сборника не издававшихся песен. Судя по описанию, в альбом войдут как песни 2021 года, так и перезаписаный материал 1985—1987 годов, а в записи помимо Гарсии принял участие и Михаил Жемчужный.

## Состав группы
- Антон Гарсия 1985—1996, 2021—2022 (гитара, вокал)
- Андрей Сазонов 1985—1996 (ударные)
- Михаил Жемчужный 1985—1988, 1991, 2021—2022 (бас-гитара, вокал)
- Василий Молчанов 1988 (бас-гитара)
- † Андрей «ZZ Top» Гирнык 1988 (бас-гитара)
- † Анатолий Крупнов 1988—1990 (бас-гитара)
- Алексей Овчинников 1990—1993 (бас-гитара)
- † Дмитрий Саар 1991—1996 (гитара)
- † Александр Мамыличев 1993—1996 (бас-гитара)
- Cezary Borawski 2021—2022 (ударные)

## Дискография
- 1987 — Escape From Mind (Сумасшествие) (MC, CD) Альбом был неофициально выпущен на компакт-диске в 2001 году.

01. Outside

02. Refuse

03. Escape

04. Die With Satisfaction

05. Warhead

06. Dead Or Alive

07. Mad Future

08. Fire

- 1989 — Beware (LP, CD)

01. Total Devastation

02. Beware

03. Coward

04. Bloodbrothers

05. Save The Human Race

06. Age Of Dismay

07. Threshold Of Pain

08. Say «Hi» To Anthrax

- 1989 — Destroika (LP, CD)
(концертный сборник «тяжелых» российских групп, выпущенный во Франции, содержит две песни SHAH)

09. Total Devastation

10. Save The Human Race

- 1991 — Terror Collection (LP, CD)

01. Killing Machine ('86)

02. Overload ('91)

03. Damned Sinner ('86)

04. Age Of Darkness ('91)

05. Thrashing Metal Race('85)

06. Terror Collection ('91)

07. Masdon Must Die ('85)

08. Mad Future ('87)

09. Ashes To Ashes ('85)

10. Metal Fight ('85)

- 1992 — Железный марш — 1 (LP)
(сборник)

01. Eluminate (она же «Trespass»)
- 1993 — P.S.I.H.O. (LP, CD)

01. P.S.I.H.O.

02. Rhythm Of Instincts

03. Open

04. Turn Of The Chances

05. Final Vocal

06. Terminal Point

07. Trespass

08. Through Inside

- 1993 — Metal From Russia — 1 (CD)
(сборник)

01. Eluminate
 (она же «Trespass»)
- 1993 — Metal From Russia — 2 (CD)
(сборник)

12. Rhythm Of Instincts

- 1993 — Monsters of Rock USSR (CD)
(сборник)[2]

09. Terror Collection

10. Horror

- 1994 — Escape From Mind (MC)
(перезаписанные в новых аранжировках песни с одноименного демо-альбома 87 года, плюс дополнительные треки)

01. Escape ('88)

02. No Return ('88)

03. From Out Of Insane ('88)

04. Outside ('88)

05. Last In The Night ('89)

06. Under Grief ('89)

07. Reason X ('88)

08. Escape From Mind (instrumental) ('93)
- 2022 — Fire and Brimstone Collection (LP, CD)

01. Fire and Brimstone ('21)

02. No Hope and No Faith ('86)

03. Heartache and Tears ('21)

04. Paranoia ('86)

05. Lost and Born ('86)

06. Mortal Victims ('21)

07. Genocide ('87)

08. Seven Gates ('87)

09. Touch My Wound ('87)

10. Mental Mayhem ('87)

11. Running Wild ('85)